# Alija Bešić
Alija Bešić (Zavidovići, 30 maart 1975) is een voormalig voetbaldoelman uit Luxemburg, die werd geboren in Bosnië en Herzegovina. Hij speelt sinds 2008 voor CS Fola Esch, en kwam eerder uit voor Union Luxembourg, Swift Hesperange en CS Pétange.

## Interlandcarrière
Bešić heeft 28 interlands achter zijn naam staan. Hij maakte zijn debuut voor de nationale ploeg van Luxemburg op 23 februari 2000 in een oefenduel tegen Noord-Ierland, net als verdediger Roland Schaack (Jeunesse Esch). Het duel ging met 3-1 verloren door onder meer twee treffers van aanvaller David Healy. Bešić' 28ste en laatste optreden volgde op 17 november 2004 in het WK-kwalificatieduel tegen Portugal (0-5).

## Erelijst
Union Luxemburg
- Beker van Luxemburg

Winnaar: 1996